# Miguel Hidalgo (San Fernando)
Miguel Hidalgo és una localitat part del municipi de San Fernando de l'estat mexicà de Chiapas. El nom de la localitat ret homenatge a Miguel Hidalgo, heroi de la Independència de Mèxic i considerat Pare de la pàtria.

## Demografia
| Gráfica de evolución demográfica |
|                                  |

| Cens | Població |
| ---- | -------- |
| 1910 | 87       |
| 1921 | 23       |
| 1930 | 23       |
| 1940 | 119      |
| 1950 | 208      |
| 1960 | 289      |
| 1970 | 332      |
| 1980 | 244      |
| 1990 | 554      |
| 2000 | 765      |
| 2010 | 994      |
| 2020 | 1.193    |